# Secondo tenente
Secondo tenente è un grado militare in uso in molte forze armate mondiali tra cui le forze armate americane, le forze armate brasiliane e nelle marine cilena e peruviana e nelle forze armate olandesi.

## Regno delle Due Sicilie
Nel Real Esercito del Regno delle Due Sicilie Secondo tenente era il grado immediatamente superiore ad Alfiere e inferiore a Primo tenente; il distintivo di grado era costituito da una spallina con frange

## Stati Uniti

### U.S. Army, U.S. Marine Corps e U.S. Air Force

controspallina di Second lieutenant dell'U.S. Army

Nell'U.S. Army, nell'U.S. Marine Corps e nella U.S. Air Force il Second lieutenant è il grado più basso tra gli ufficiali, inferiore al grado di First lieutenant.
Generalmente, un Second lieutenant (grado O-1) è automaticamente promosso al grado di First lieutenant (O-2) dopo 18 (nell'esercito) o 24 mesi (Marines e aviazione) di servizio continuato, anche se, in definitiva, la differenza tra i due gradi è lieve.

### US Navy e US Coast Guard
Nella US Navy e nella US Coast Guard il grado corrispondente è Ensign.

## Brasile
Nelle forze armate brasiliane il grado di tenente segundo è il grado più basso tra gli ufficiali. Il grado è omologo del sottotenente dell'Esercito e dell'Aeronautica Militare Italiana e del guardiamarina della Marina Militare Italiana.

## Marina cilena
Nella Marina cilena è il grado militare navale immediatamente superiore a quello del sottotenente e inferiore a quello del primo tenente. Il grado è omologo al grado di sottotenente di vascello della Marina Militare Italiana. Al grado di secondo tenente (spagnolo: teniente segundo) è possibile accedere dopo avere raggiunto tre anni di permanenza nel grado immediatamente inferiore.

## Marina del Perù
Nella Marina del Perù è l'ufficiale che ha una anzianità di servizio di almeno quattro anni. Il grado è inferiore a quello di primo tenente (spagnolo: teniente primero) e superiore a quello di Alferez de fragata. È omologo al grado di sottotenente di vascello della Marina Militare Italiana.
La permanenza nel grado di teniente segundo è di almeno cinque anni. Al grado di secondo tenente è possibile accedere dopo avere raggiunto tre anni di permanenza nel grado immediatamente inferiore e aver soddisfatto i requisiti per questo grado.
Il sottotenente, insieme ai gradi di Alferez di fragata e di primo tenente, nella Marina del Perù fa parte degli "ufficiali subalterni". Coloro che hanno conseguito una laurea in una università peruviana entrano in marina con questo grado, mentre coloro che hanno un titolo professionale evitano entrambi i gradi e sono incorporati con il grado di primo tenente.
Nella Marina del Perù è consuetudine aggiungere al grado la specialità, vale a dire, se è un ufficiale del "comando generale" (spagnolo: comandancia general) viene aggiunto le lettere "AP" (Armada peruana), se della specialità medica viene aggiunto SN (MC), SN (O), che significa rispettivamente: Sanità Navale Medico Chirurgo "Sanidad Naval Medico Cirujano" e "Sanidad Naval (Odontològo)". Il distintivo di grado è costituito da una striscia d'oro di spessore maggiore e una striscia d'oro più sottile uguale sormontata da un sole d'oro un sole d'oro, il "sole di guerra" che indica gli ufficiali del "comando generale", mentre per i medici è sostituito dal distintivo dell specialità di medica e quindi per ogni specialità.

## Paesi Bassi
Nelle Nederlandse krijgsmacht, le Forze armate dei Paesi Bassi,  la denominazione del grado è Tweede luitenant (olandese: secondo tenente) omologo del sottotenente delle forze armate italiane e comune a Esercito Aeronautica e Koninklijke Marechaussee che è la forza di polizia militare mentre l'equivalente nella Koninklijke Marine è Luitenant ter zee der 3de klasse (letteralmente: tenente del mare di 3ª classe classe) omologo al guardiamarina della Marina Militare Italiana. 
Nei Korps Mariniers, la fanteria di marina olandese, pur facendo parte della Koninklijke Marine i gradi sono equivalente a quelli delle altre forze armate e il grado, come nelle altre forze armate olandesi è 2° tenente.